# Шпионская сеть Дюкена
Шпионская сеть Дюкена — крупнейшее дело о шпионаже в истории Соединенных Штатов, закончившееся обвинительными приговорами. В общей сложности 33 члена шпионской сети нацистской Германии, возглавляемой Фредериком (Фрицем) Жубером Дюкеном, были осуждены после длительного расследования Федеральным бюро расследований (ФБР). Из тех, кому были предъявлены обвинения, 19 признали себя виновными. Остальные 14 были привлечены к суду присяжных в Федеральном окружном суде Бруклина (Нью-Йорк) 3 сентября 1941 года; все они были признаны виновными 13 декабря 1941 года. 2 января 1942 года члены группы были приговорены к тюремному заключению на общий срок более 300 лет.
Агенты, которые сформировали сеть Дюкена, были размещены на ключевых должностях в Соединенных Штатах, чтобы получать информацию, которая могла быть использована в случае войны и для совершения диверсий: один открыл ресторан и использовал свое положение, чтобы получать информацию от своих клиентов; другой работал в авиакомпании и мог бы сообщать о кораблях союзников, которые пересекали Атлантический океан; третьи работали курьерами в качестве прикрытия для передачи секретных сообщений.
Уильям Г. Себолд, которого шантажом заставили стать шпионом в пользу Германии, стал двойным агентом и помогал ФБР собирать доказательства. В течение почти двух лет ФБР управляло коротковолновой радиостанцией в Нью-Йорке. Они узнавали, какую информацию Германия отправляла своим шпионам в Соединенных Штатах, и контролировали то, что отправлялось в Германию. Успех Себолда в качестве агента контрразведки был продемонстрирован успешным преследованием немецких агентов.
Один из немецких шпионов позже прокомментировал, что облава на сеть Дюкена нанесла «смертельный удар» шпионским усилиям нацистов в Соединенных Штатах. Директор ФБР Эдгар Гувер назвал налёт ФБР на сеть Дюкена величайшей шпионской облавой в истории США.

## Отражение в культуре
Кинокритик Ричард Харланд Смит отмечает, что фильм «Дом на 92-й улице» является «художественно переработанной версией реального дела о разгроме шпионской организации Дюкена». По информации Американского института кино, «фильм в значительной степени поставлен по материалам ареста ФБР в 1941 году тридцати трёх немецких и немецко-американских шпионов. Эта шпионская сеть, которая базировалась в Нью-Йорке, занималась похищением для отправки в Германию информации о ценном американском военном секрете, прицеле для бомбометания „Норден“».